# Trần Quốc Toại
Trần Quốc Toại (chữ Hán: 陳國遂) hay Trần Toại (1254?-1277?), hiệu Sầm Lâu, được phong tước Uy Văn vương; là danh sĩ, là cháu họ và cũng là con rể vua Trần Thái Tông trong lịch sử Việt Nam.
Ông là phu quân của Thụy Bảo Công chúa, Hoàng nữ thứ ba của vua Trần Thái Tông.

## Tiểu sử
Thân thế và sự nghiệp Trần Quốc Toại chưa có thông tin đầy đủ. Chỉ biết ông là một là một người ham học và là một nhà thơ có tài. Trong Đại Việt sử ký toàn thư (Quyển V, tờ 37 a) có đoạn chép về ông như sau: 
...Uy Văn vương Toại lấy con gái thượng hoàng (Trần Thái Tông) là công chúa Thụy Bảo. Toại ham học, hay thơ,...tự hiệu là Sâm Lâu, có Sầm Lâu tập lưu hành ở đời.
Vua (Trần Thánh Tông) từng hỏi ông nghĩa chữ "Quan gia" (tiếng để mệnh danh nhà vua). Ông đáp: "Năm đời đế lấy thiên hạ làm của công (quan), ba đời vương lấy thiên hạ làm của nhà (gia)". Vua khen ông (có) kiến thức rộng, không may chết sớm (24 tuổi), người trong nước ai cũng thương tiếc .

## Tác phẩm
Trần Quốc Toại để lại Sầm Lâu tập (1 quyển), nhưng sau đó đã thất lạc, chỉ còn lại ba đoạn của bài thơ được trích dẫn trong vài bộ sử. 
Dưới đây là bốn câu thơ của hai bài thơ được chép trong An Nam chí lược của Lê Tắc.
Cổ lai hà vật bất thành thổ?
Tử hậu duy thi khả thắng kim.
Dịch nghĩa:
Xưa nay vật gì mà chẳng hoá thành đất?
Sau khi chết, chỉ còn thơ để lại là quý hơn vàng.
Sơn khởi nhẫn mai thành khí ngọc,
Nguyệt không tự chiếu thiếu niên hồn.
Dịch nghĩa:
Núi há nỡ chôn hòn ngọc đã mài dũa thành đồ vật?
Trăng luống soi dọi mảnh hồn của kẻ thiếu niên.
Và dưới đây là hai câu của một bài thơ được chép trong Đại Việt sử ký toàn thư của Ngô Sĩ Liên. 
Pha lạp ngũ hồ vinh bội ấn,
Tang ma tế dã thắng phong hầu.
Dịch nghĩa:
Mang tơi đội nón ở chốn Ngũ Hồ vinh dự hơn đeo ấn,
Dâu gai đầy nơi đồng nội sướng hơn được phong hầu.
Ngoài ra, sầm lâu tập còn được nhắc đến trong sách Nam Ông mộng lục của Hồ Nguyên Trừng.

## Sách tham khảo
- Ngô Sĩ Liên, Đại Việt sử ký toàn thư (Tập II). Nhà xuất bản Khoa học xã hội, 1985.
- Phan Huy Chú, Lịch triều hiến chương loại chí (Tập III, mục "Văn tịch chí"). Nhà xuất bản Khoa học xã hội, 1992.
- Trần Văn Giáp, Tìm hiểu kho sách Hán Nôm, mục: "Sầm lâu tập". Nhà xuất bản Khoa học xã hội, 2002.
- Nguyễn Đăng Na (chủ biên), Văn học thế kỷ X-XV, mục: "Trần Quốc Toại". Nhà xuất bản Khoa học Xã hội, 2004.